# Thakurdwara
Thakurdwara ist eine Stadt im indischen Bundesstaat Uttar Pradesh.
Die Stadt ist Teil des Distrikts Moradabad. Thakurdwara hat den Status eines Nagar Palika Parishad. Die Stadt ist in 25 Wards gegliedert. Sie hatte am Stichtag der Volkszählung 2011 insgesamt 44.255 Einwohner, von denen 23.046 Männer und 21.209 Frauen waren. Muslime bilden mit einem Anteil von über 75 % die größte Gruppe der Bevölkerung in der Stadt gefolgt von Hindus mit über 23 %. Die Alphabetisierungsrate lag 2011 bei 67,86 %.